# Adácio Pestana

Adácio Pestana (21 de Junho de 1925 - 21 de Abril de 2004) foi trompista e professor de trompa português.

## Biografia
Adácio Ferreira Pestana nasceu em 1925 em Gouviães (Tarouca), numa família de músicos. Iniciou os seus estudos musicais com o seu avô Manuel Ferreira, seu avô paterno, fundador da Banda Musical de Gouviães.
Em 1942 foi admitido nos "Pupilos da Guarda" (Guarda Nacional Republicana) onde aperfeiçoou os seus conhecimentos até integrar a Banda da G.N.R. Entre 1948 e 1989 integrou a Orquestra Sinfónica da Emissora Nacional onde fez um percurso brilhante tendo privado com os melhores músicos do seu tempo.
Concluiu com distinção em 1961 o Curso de trompa  Conservatório Nacional de Música, e prosseguiu os seus estudos músicas no Conservatório de Zurich, Suíça, como bolseiro da Fundação Calouste Gulbenkian.
Em 1962 iniciou a actividade como docente do Conservatório Nacional de Lisboa, tendo também sido professor na Academia de Música Eborense e no Conservatório de Música de Setúbal.
Faleceu no dia 21 de Abril de 2004, juntamente com a sua esposa, vítima de um trágico acidente de viação.

## Iniciativas de homenagem
- O município de Tarouca, homenageou Pestana, tendo atribuiu o seu nome ao Auditório Municipal.
- Concerto "Em Memória de um Grande Músico" pelo Conservatório Nacional (Lisboa)
- Criação do Prémio Adácio Pestana atribuído no decorrer do PJM 2014
- Concurso "Adácio Pestana" organizado em 2014 na Academia de Música de Costa Cabral